# Чирп-алгоритм
Чирп-алгоритм (алгоритм Блюстейна) — алгоритм вычисления быстрого преобразования Фурье, заключающийся в сведении вычисления дискретного преобразования Фурье к вычислению свёртки.
Для {\displaystyle n\in \mathbb {N} }, {\displaystyle \omega =e^{-{\frac {2\pi i}{n}}}}, {\displaystyle \beta =\omega ^{-{\frac {1}{2}}}} формула алгоритма выводится из формулы для дискретного преобразования Фурье сигнала {\displaystyle x} к сигналу {\displaystyle X} следующим образом:
{\displaystyle X(k)=\sum \limits _{j=0}^{n-1}x(j)\omega ^{kj}=\sum \limits _{j=0}^{n-1}x(j)\beta ^{-2kj}=\beta ^{-k^{2}}\sum \limits _{j=0}^{n-1}\beta ^{(j-k)^{2}}{\bigg (}\beta ^{-j^{2}}x(j){\bigg )},\;k=0,\ldots ,n-1}.
С использованием обозначений {\displaystyle a(j)=x(j)\beta ^{-j^{2}}}, {\displaystyle b(j)=\beta ^{j^{2}}} можно переписать эту формулу в более компактном виде:
{\displaystyle X(k)=b^{*}(k)\left(a*b\right),\;k=0,\ldots ,n-1}.
Здесь верхний индекс {\displaystyle ^{*}} означает комплексное сопряжение, а символ {\displaystyle *} — свёртку. Величины {\displaystyle b(j)} называются чирпом (англ. chirp).
Алгоритм содержит {\displaystyle n}-точечную свёртку, вычисление которой требует {\displaystyle O(n^{2})} операций, и {\displaystyle 2n} дополнительных умножений, то есть полное число операций имеет порядок {\displaystyle O(n^{2})}, поэтому алгоритм Блюстайна асимптотически не эффективнее прямого вычисления преобразования Фурье. Однако в некоторых приложениях он допускает более простую аппаратурную реализацию. Более того, прямое вычисление свёртки можно заменить быстрыми алгоритмами.